# Marble Towers
El Marble Towers es un rascacielos en el Distrito Central de Negocios de Johannesburgo, al nororiente de Sudáfrica. Fue construido en 1973.

## Características
Con 32 pisos y 152 metros de altura, es desde su inauguración el tercer edificio más alto de la ciudad. Tiene adjunto un estacionamiento de ocho pisos. Su estructura es de hormigón y mármol y de su fachada cuelga el mayor letrero electrónico del hemisferio sur.
La torre está en uso como oficinas comerciales. Fue originalmente conocida como el Centro Sanlam (en afrikáans, Sanlam Centre). Está ubicada en la esquina de las calles Jeppe y Von Wielligh, a un par de pasos al sur del edificio de la División Gauteng del Tribunal Superior de Sudáfrica.